# Alloniscus simplex
Alloniscus simplex là một loài chân đều trong họ Alloniscidae. Loài này được miêu tả khoa học năm 1974 bởi Schmoelzer.